# Війна світів — правдива історія
«Війна́ світі́в — Правди́ва істо́рія» (англ. War of the Worlds — The True Story, 2011) — науково-фантастичний фільм жахів режисера Тімоті Гайнса за мотивами твору Війна світів Герберта Веллса.

## Концепція
Фільм припускає, що марсіани дійсно вторглися на Землю 1900 року й останній, що залишився живим, зняв розповідь очевидця, згадуючи марсіанське вторгнення. Запис зник до 2006 року. Але його виявили у підвалі старого будинку…